# Johnston
（又称）是英国书法家爱德华·庄士敦设计并命名的字体。这款字体于1913年由时任倫敦地下電氣鐵路公司广告经理的法兰克·皮克委托设计，旨在强化地铁的企业形象。Johnston最早是为印刷而设计的字体（字体高度只有1英寸（2.5厘米），但之后很快便在地铁车站的搪瓷站标上普遍使用。
Johnston在伦敦乘客运输委员会（London Passenger Transport Board）成立并合并了多家公司后成为了伦敦公交系统的通用字体，并沿用一百余年至今，成为全球使用最久的企业识别之一。该款字体的版权现在仍然由倫敦交通局拥有。
这款字体起源于人文主义无衬线体的设计，大写部分基于古罗马方形大写字母，而小写部分则按照15世纪文艺复兴时期意大利的手写体设计。而他的学生埃里克·吉尔，在协助莊士敦完成这款字体后以此字体作为蓝本设计出Gill Sans并于1928年发布。Gill Sans因其的公众版权較Johnston更為广泛使用。